# Força Aérea Afegã
A Força Aérea Afegã (pashto: دافغانستان هوائی قوا; dari: قوای هوائی افغانستان) foi o braço aéreo das forças armadas do Afeganistão. Ela era dividida em quatro ramos: a 1ª Ala em Cabul (onde ficava o comando), a 2ª em Kandahar, a 3ª em Shindand e a 4ª em Mazar-i-Sharif.
A força aérea afegã foi fundada em 1924 sob o regime do rei Amanullah e atualizada extensivamente no governo do monarca Zahir Shah na década de 1960. Nos anos 80, a União Soviética armou e financiou os militares afegãos, que eram liderados por Mohammad Najibullah. Na guerra para derrotar os mujahidins, a nova força aérea afegã possuía mais de 400 aeronaves, incluindo 200 jatos soviéticos. O colapso do governo comunista de Najibullah em 1992 e a continuação da guerra civil durante a década de 1990 reduziu severamente a força aérea do país, que passou a possuir pouquíssimas aeronaves. Em 2001, os Estados Unidos invadiram o Afeganistão e derrubaram o governo Talibã. Havia pouquíssimos aviões que ainda podiam voar naquela época.
A partir de 2007, a força aérea do Afeganistão começou a ser expandida, para lutar contra a insurgência talibã. As forças armadas afegãs começaram a comprar mais equipamentos militares americanos e russos. No seu auge, por volta de 2012, a força aérea possuia mais de 100 aeronaves e ao menos 5 000 militares. Havia planos que pretendiam dobrar o seu tamanho. No começo de 2012, o governo americano afirmou que compraria algumas aeronaves A-29 Super Tucano, de origem brasileira, para serem usados pelos afegãos contra os terroristas da Al-Qaeda.
Após a retirada das forças da OTAN no verão de 2021, ocorrendo ao mesmo tempo de uma grande ofensiva por parte do Talibã, a força aérea afegã, em sua maioria não funcional, acabou se desintegrando. Sem apoio internacional, os aviões e helicópteros não conseguiam voar missões de combate de forma eficiente. Então, em agosto, quando a capital Cabul caiu e o presidente Ashraf Ghani fugiu, a força aérea do país deixou de existir para fins práticos. Um grande número de aviadores fugiu do país ou resistiu ao Talibã, com muitas aeronaves de asa fixa e rotativa sendo destruídas ou capturadas pelo Talibã. Muitas outras aeronaves foram capturadas pelo Talibã e algumas foram levadas para outros países por seus pilotos.

## Fotos

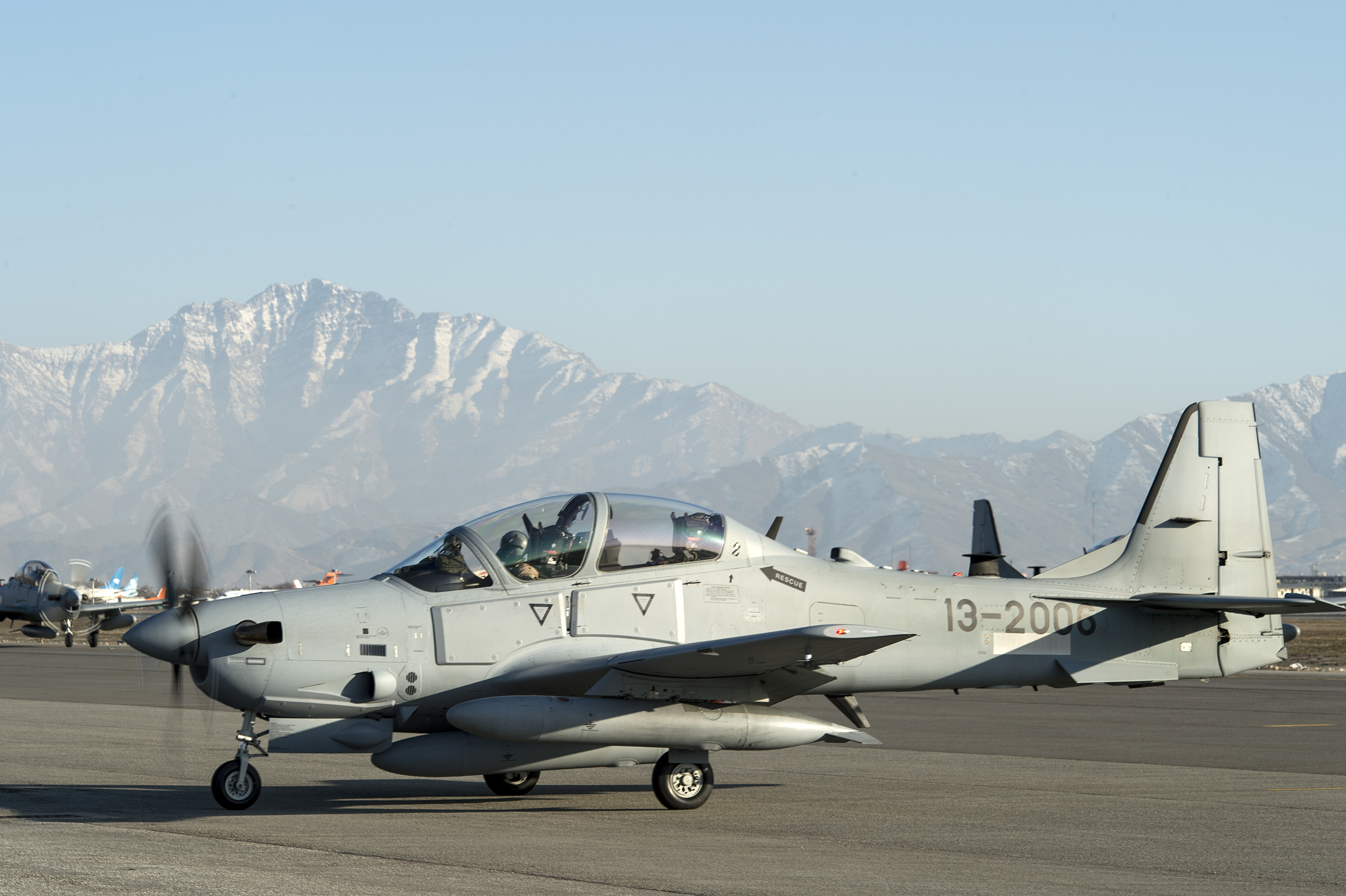
Um Embraer EMB-314 Super Tucano afegão.
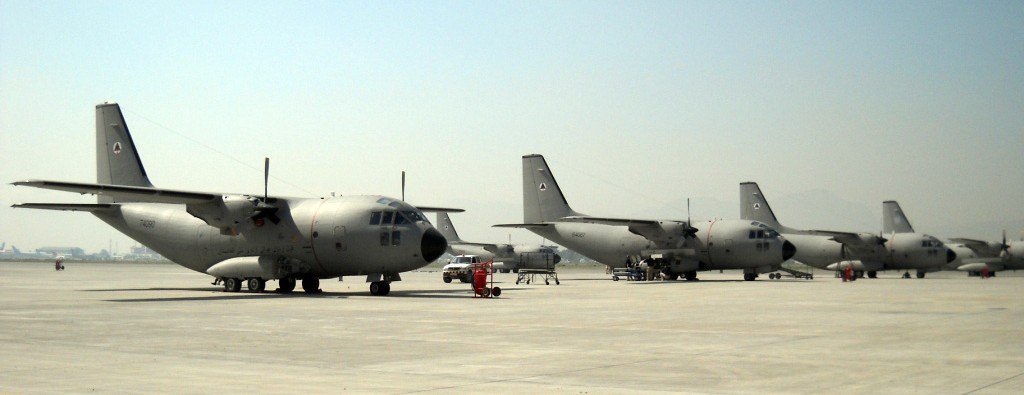
Aeronaves C-27A da força aérea afegã.
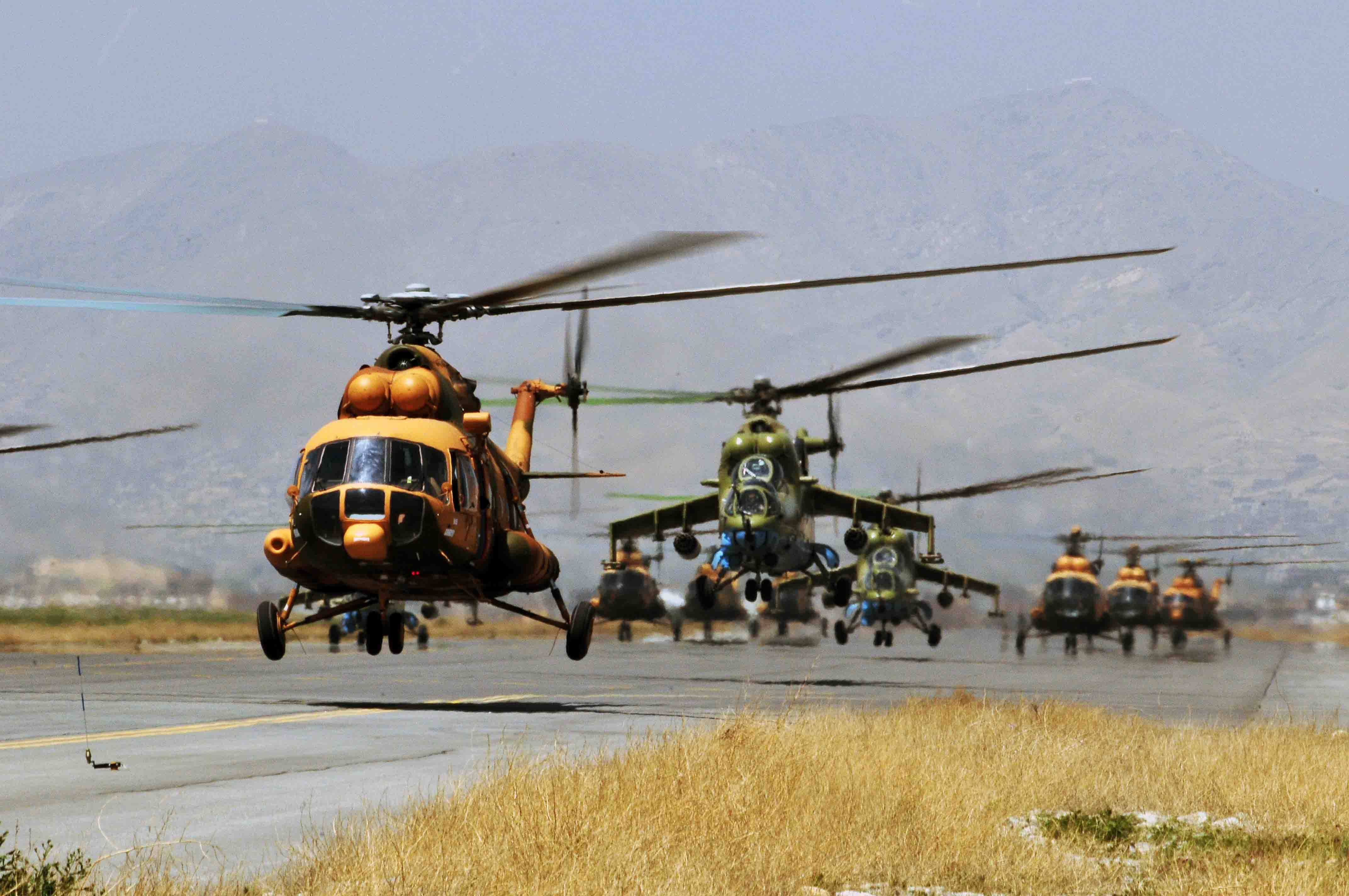
Helicópteros Mi-17 e Mi-35 do Afeganistão.
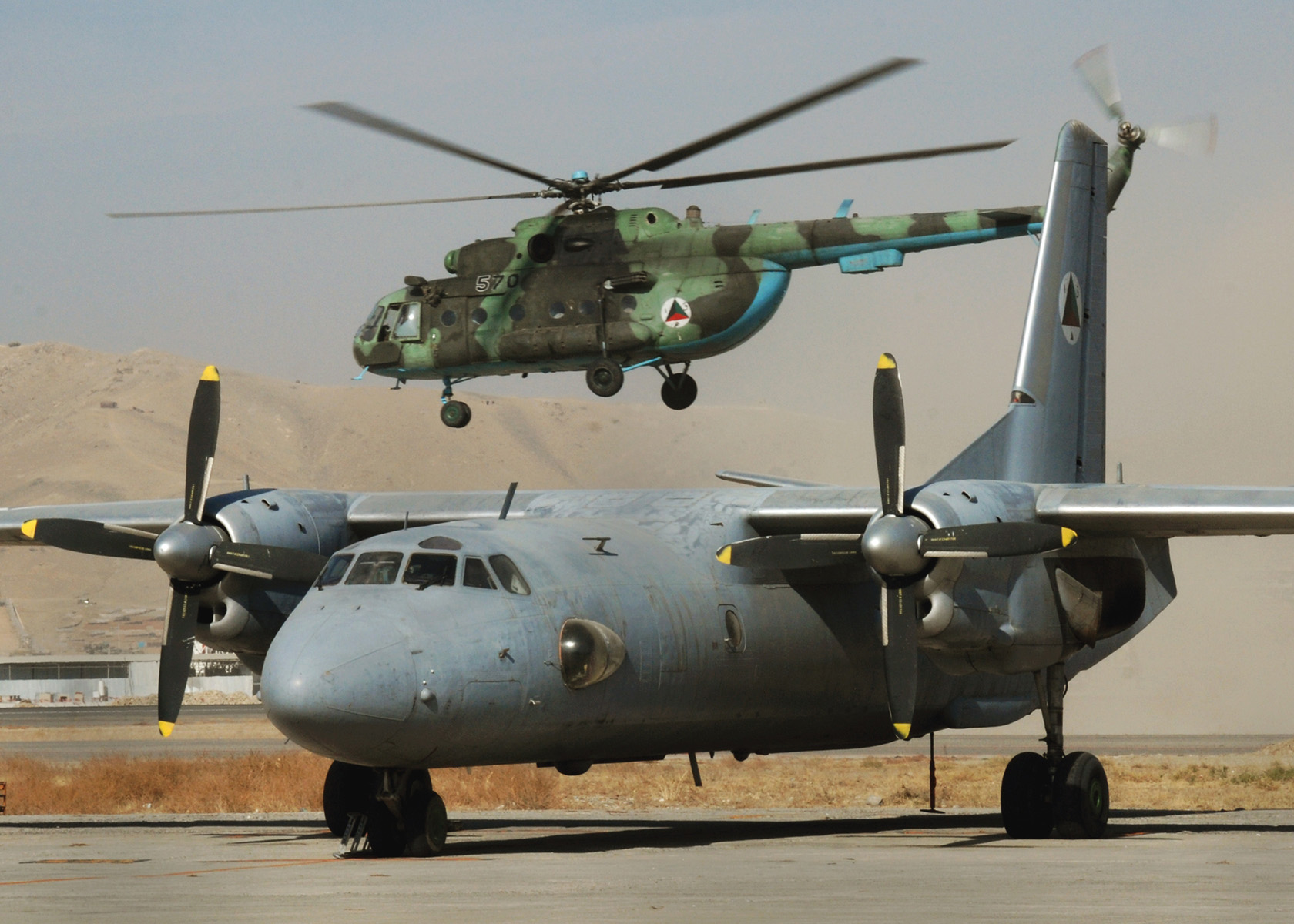
Um helicóptero Mi-17 e um avião An-26 afegãos.